# Michael Phelps
Michael Fred Phelps II (Baltimore, Maryland, 30 de junio de 1985) es un exnadador estadounidense. Es el deportista olímpico más condecorado de todos los tiempos, con un total de 28 medallas. Phelps también posee los récords de más medallas olímpicas de oro (23), más medallas de oro en eventos individuales (13) y más medallas olímpicas en eventos masculinos (15) y a menudo es considerado como uno de los mejores atletas de todos los tiempos.
En los Juegos Olímpicos de Pekín 2008, tras ganar ocho medallas de oro, Phelps se consagró como el máximo medallista de oro en una sola edición de los juegos. Cinco de esas medallas fueron en eventos individuales, igualando el récord de Eric Heiden y Vitaly Scherbo como múltiples medallistas de oro en eventos individuales en una sola edición. En los Juegos Olímpicos de Londres 2012, Phelps ganó cuatro medallas de oro y dos de plata, convirtiéndose en el deportista con más medallas de los juegos por tercera vez consecutiva. Phelps es el plusmarquista mundial en piscina larga de los 400 metros estilos, como también explusmarquista mundial de los 100 y 200 metros mariposa así como de los 200 metros libre y combinado. Ganó un total de 73 medallas en las grandes competiciones mundiales en piscina larga: 59 oros, 11 platas y 3 bronces, en lo que incluye Juegos Olímpicos, Campeonato Mundial y el Campeonato Pan-Pacífico. Los títulos y récords de Phelps le han permitido ser reconocido como Nadador del año en seis ocasiones y Nadador Americano del año en ocho ocasiones. Su actuación olímpica en 2008 le valió el premio Deportista del año otorgado por la revista Sports Illustrated. Es considerado el mejor nadador de todos los tiempos.
Después de los Juegos Olímpicos de 2008, Phelps inició la Fundación Michael Phelps, concentrada en el desarrollo de la natación y promoviendo estilos de vida saludables.

## Primeros años
Phelps nació y creció en el vecindario Rodgers Forge en Towson, North Baltimore. Michael es el menor de tres hermanos. Su madre, Deborah, fue directora de una escuela secundaria. Su padre, Michael Fred Phelps, es un policía retirado del Estado de Maryland quien jugó Fútbol americano en la secundaria y la Universidad, estando a prueba para los Washington Redskins en los setenta. Sus padres se divorciaron en 1994, su padre contrajo matrimonio nuevamente en el 2000. Phelps se graduó de la Secundaria de Towson en el 2003.
Phelps comenzó a nadar a la edad de siete años, influenciado en parte por sus hermanas y la necesidad de controlar su hiperactividad. Estando en sexto grado, fue diagnosticado con Trastorno por déficit de atención con hiperactividad (TDAH). A sus 10 años, obtuvo un récord nacional para los nadadores de su edad, y comenzó a entrenarse en el North Baltimore Acuatic Club bajo las órdenes de Bob Bowman. Phelps continuó rompiendo récords de categorías por edades, su rápida mejora culminó en su clasificación a los Juegos Olímpicos de Sídney 2000 con 15 años, convirtiéndose en el nadador masculino más joven en llegar al equipo olímpico de natación en 68 años. Aunque no ganó una medalla, llegó a la final de los 200 metros mariposa y se posicionó quinto.
En los clasificatorios al Campeonato Mundial de Natación de 2001, el 30 de marzo, Phelps rompió el récord mundial de los 200 m mariposa; con 15 años y 9 meses se convirtió en el nadador más joven en poseer un récord del mundo de natación, superando a Ian Thorpe, quien logró el récord de los 400 m libre con 16 años y 10 meses. Ya en el campeonato mundial de Fukuoka, Phelps rompió su propio récord en los 200 m mariposa, convirtiéndose por primera vez en campeón mundial.

## Trayectoria

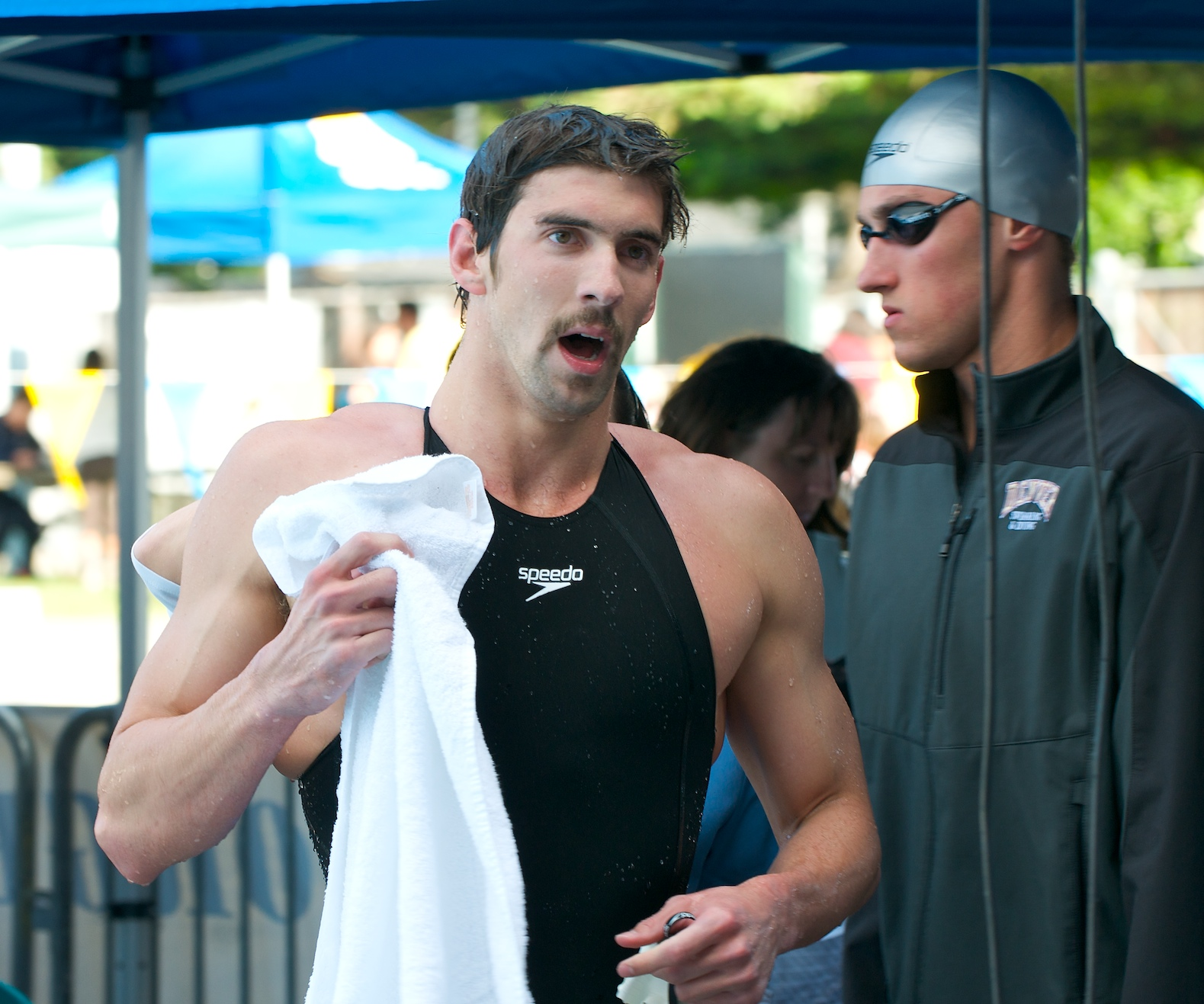
Phelps en Santa Clara en 2009

Phelps se presentó por primera vez en los Juegos Olímpicos en Sídney 2000, siendo el nadador más joven con 15 años de edad. En esta edición de los juegos no obtuvo medallas.
Cinco meses después de Sídney, Phelps mejoró el récord mundial de 200 metros mariposa y después volvió a mejorar su propio registro en los Campeonatos del Mundo de Fukuoka, Japón (1:54,58). En los Campeonatos Nacionales de 2002 en Fort Lauderdale, Florida, Phelps también batió el récord mundial de 400 metros y los récords nacionales de 100 metros mariposa y 200 metros estilos.

### Campeonato Pan-Pacífico de 2002
En los selectivo nacionales para el Campeonato Pan-Pacífico de 2002, en Fort Lauderdale, Phelps registró récord nacional en los 200 m combinado y estuvo cerca de hacerlo en los 200 m mariposa. En los 400 m combinado, mejoró el récord mundial que poseía Tom Dolan con un tiempo de 4:11.09, solo por delante de Erik Vendt quien fue segundo con 4:11.27, también por encima del anterior récord mundial. En los 200 m libre, Phelps fue vencido por Klete Keller, para luego ganar los 100 m mariposa superando a Ian Crocker y registrando un nuevo récord nacional.
En el Campeonato Pan-Pacífico de Natación en Yokohama, Phelps ganó tres medallas de oro y dos de plata. En su primer evento, los 400 m combinado, ganó aventajando a Erik Vendt con un tiempo de 4:12.48. En los 200 m mariposa perdió con Tom Malchow, finalizando segundo con un tiempo de 1:55.41 contra los 1:55.21 de Malchow. Phelps dijo haber perdido por no tomarse seriamente el entrenamiento de la mariposa luego de romper el récord mundial. En los 200 m combinado ganó con 1:59.70. En el relevo libre 4 × 200 junto a Nate Dusing, Klete Keller y Chad Carvin ganó la medalla de plata finalizando por detrás de Australia. En el relevo combinado 4 x 100, conformado por Aaron Peirsol, Brendan Hansen y Jason Lezak tuvo a Phelps nadando su posta en 51.1 segundos, en su momento la más rápida de la historia. El tiempo final de 3:33.48 fue un nuevo récord del mundo.

### Campeonato Mundial de 2003
En 2003, Phelps batió su propio récord mundial de 400 metros estilos (4:09,09) y en junio, el récord mundial de 200 metros estilos (1:56,04). Continuó en julio de 2004, mejorando de nuevo su récord mundial de 400 metros estilos (4:08,41) durante los Trials para los Juegos Olímpicos de 2004.
En los nacionales, Phelps ganó los 200 m libre, 200 m espalda y 100 m mariposa. Se convirtió en el primer nadador americano en ganar tres diferentes carreras en tres diferentes estilos en los campeonatos nacionales. En el Duel in the Pool de 2003, una competencia que enfrenta a los nadadores estrella de Australia y Estados Unidos, Phelps rompió el récord del mundo de los 400 m combinado con un tiempo de 4:10.73 y estuvo cerca de repetirlo en los 100 m mariposa, quedando solo a tres centésimas. En los selectivos al mundial de Barcelona en Santa Clara, Phelps rompió el récord mundial de los 200 m combinado, registrando 1:57.94. Él dijo lograr el récord luego que Don Talbot dijo ser poco probable que lo hiciera, usando esas palabras como motivación.
En el Campeonato Mundial de 2003, Phelps ganó cuatro medallas de oro, dos de plata y registró cinco récords mundiales. Rompió el primer récord el 22 de julio en semifinales de los 200 m mariposa, nadó en 1:53.93 rompiendo su propia marca de 1:54.58 establecida en 2001, siendo el primer nadador en bajar los 1:54.00. Ya en la final, el 23 de julio, Phelps ganó fácilmente la medalla de oro, pero no se acercó a su récord, terminando con un tiempo de 1:54.35. Menos de una hora más tarde nadó la posta inicial del relevo libre 4 × 200, logrando un tiempo de 1:46.60, nuevo récord nacional. Sin embargo, los americanos no pudieron igualar a los australianos y fueron segundos con 7:10.26 contra los 7:08.58 del relevo de Australia. En los 200 m combinado Phelps fue el completo dominador. El 24 de julio en semifinales, rompió su propio récord con 1:57.52, y el 25 de julio día de la final, rompió nuevamente su propia marca registrando un tiempo de 1:56.04, ganando el oro y aventajando por casi tres segundos a Ian Thorpe. Cerca de una hora antes de la final de los 200 m combinado, Phelps había nadado la semifinal de los 100 m mariposa. Nuevamente mostró dominio total de la prueba convirtiéndose en finalista y estableciendo récord del mundo con 51.47 superando el establecido por Andriy Serdinov en la semifinal anterior. No obstante, en la final celebrada el 26 de julio, Ian Crocker se deshizo del récord de Phelps con un tiempo de 50.98; primer nadador en bajar de los 51.00. Phelps nadó en 51.10, también bajó el récord del mundo, pero ganando la medalla de plata. El 27 de julio en la final de los 400 m combinado, rompió nuevamente su récord mundial con un tiempo de 4:09.09, ganando la medalla de oro. Un poco más de una hora después, ganó su última medalla con el relevo combinado 4 x 100. Pese a no nadar la final, recibió la medalla por haber nadado la eliminatoria.

### Juegos Olímpicos de 2004
Phelps ganó seis medallas de oro y dos de bronce en 2004 luego de competir en ocho pruebas: 200 metros libres, 100 metros y 200 metros mariposa, 200 y 400 metros estilos, 4 x 100 metros libres, 4 x 100 metros estilos y 4 × 200 metros estilos.

#### Clasificatorios
En los clasificatorios nacionales a los Juegos Olímpicos de Atenas, Phelps participó en seis eventos, que incluían los 200 y 400 m combinado, los 100 y 200 m mariposa, los 200 m libre y los 200 m espalda. En su primer evento, los 400 m combinado, ganó fácilmente con un nuevo récord del mundo de 4:08.41. Dos días después, en los 200 m libre nuevamente ganó con un tiempo de 1:46.27, aventajando por seis décimas de segundo a Klete Keller. Sin embargo, Phelps no estaba a gusto con el tiempo, quería estar en 1:45s para aspirar a una medalla en los olímpicos. El día siguiente, ganó los 200 m mariposa con un tiempo de 1:54.31, tres segundos por delante de Tom Malchow. Luego de dos días sin competir, Phelps saltó a la piscina para nadar en los 200 m espalda, perdiendo con Aaron Peirsol; en menos de hora y media luego, nadó los 200 m combinado donde superó a Ryan Lochte por 2,70 segundos. Al día siguiente Phelps fue segundo en los 100 m mariposa, terminó detrás de Ian Crocker quien con un tiempo de 50'76 segundos registro un nuevo récord del mundo, y aventajó por 0.39 segundos a Phelps. Cuando los clasificatorios terminaron, Phelps se convirtió en el primer nadador del equipo estadounidense en calificar para seis eventos individuales en los Juegos Olímpicos. No obstante Phelps declinó participar en los 200 m espalda para concentrar su entrenamiento en los 200 m libre y poder competir con Ian Thorpe. Aunque Phelps no compitió en los 100 m libre en los clasificatorios, fue seleccionado como parte del relevo libre 4 x 100. Gary Hall Jr. expresó que era algo injusto, y que Phelps no merecía un puesto en el relevo, a lo que Phelps argumentó con su apretado calendario de seis pruebas, para no nadar los 100 libre, además consideraba estar entre los cuatro mejores nadadores tras haber vencido al primer clasificado de la distancia, Jason Lezak la última vez que compitió con él.

#### Juegos Olímpicos
En su primer evento, los 400 m combinado, Phelps ganó con un tiempo de 4:08.26, nuevo récord mundial y primera medalla olímpica de oro para él. El día siguiente, en el relevo libre 4 x 100, Phelps junto a Ian Crocker, Neil Walker, y Jason Lezak fueron terceros con un tiempo de 3:14.62. La posta de Crocker de 50.05, fue la peor del relevo y fue culpado de nadar enfermo. En el evento llamado por muchos como La Carrera del Siglo, celebrada el día siguiente, Phelps fue nuevamente tercero detrás de Ian Thorpe y Pieter van den Hoogenband en los 200 m libre. Esta carrera acabó con la posibilidad de Phelps de igualar a Mark Spitz con siete medallas de oro en un solo juego olímpico. Phelps disfrutó la prueba pese a no ser su mejor distancia, dijo "¿Cómo puedo estar decepcionado? nadé con dos de los libristas más rápidos de la historia". Para su cuarto evento, los 200 m mariposa, Phelps ganó con un tiempo de 1:54.04, superando el récord olímpico de Tom Malchow. Cerca de una hora más tarde, en el relevo libre 4 × 200, Phelps junto a Ryan Lochte, Peter Vanderkaay, y Klete Keller, finalizaron primeros con 7:07.33. Dos días después, en los 200 m combinado, fue primero con un nuevo récord olímpico de 1:57.14. En la final de los 100 m mariposa celebrada el día siguiente, Phelps derrotó a su compañero Ian Crocker (quien era el recordista mundial en el momento) por solo 0'04 segundos con un tiempo de 51'25. Tradicionalmente el estadounidense que mejor posicionado esté en un evento individual, automáticamente recibe un puesto en la final del relevo combinado 4 x 100. Esto dio a Phelps su lugar en el equipo del relevo, lugar del que desistió y dio a Crocker. El gesto de Phelps dio a Crocker la oportunidad de revindicarse y ganar una medalla de oro. El relevo lo ganó Estados Unidos con un nuevo récord mundial, y Phelps, quien nadó en la serie preliminar, fue también galardonado con la medalla de oro. Ganado seis medallas de oro y dos de bronce, Phelps, aun siendo un adolescente logró la segunda mejor actuación de un deportista en un solo Juego Olímpico, superado solamente por Mark Spitz y sus siete oros en Múnich 1972. Además él se convirtió en el segundo nadador en ganar más de dos eventos individuales en un solo juego, empatando a Spitz con cuatro.

### Campeonato Mundial de 2005

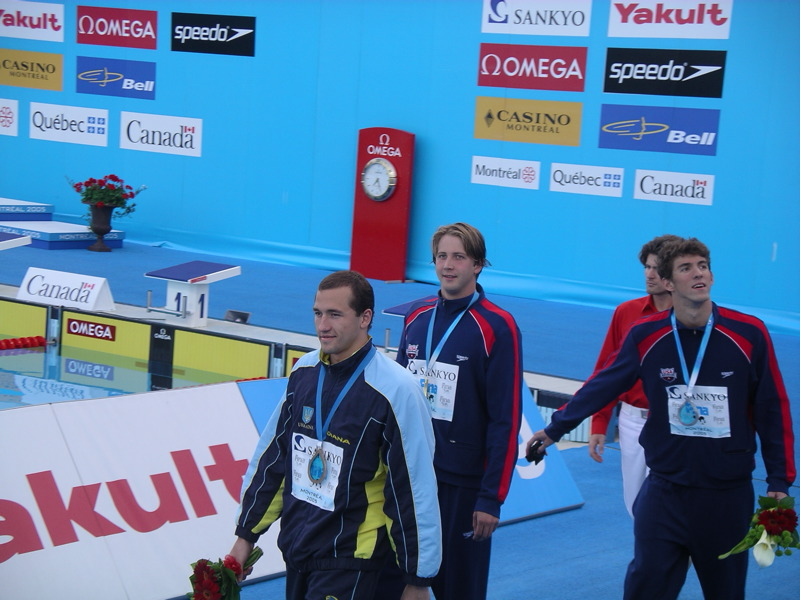
Phelps en la derecha durante la vuelta de la victoria de los 100 m mariposa del campeonato mundial de Montreal.

En los clasificatorios al Campeonato Mundial de Montreal, Phelps decidió no participar en sus eventos más fuertes, los 400 m combinado y los 200 m mariposa, y experimentó con los 100 y 400 metros libre. En el transcurso del evento, Phelps ganó los 100, 200 y 400 metros libre, los 100 m mariposa y los 200 m combinado.
En el Campeonato Mundial de Natación de 2005, Phelps ganó un total de seis medallas, cinco oros y una plata. En los 400 m libre, no pasó la fase preliminar y se posicionó 18 en la general con un tiempo de 3:50.53. Más tarde ese día, en el relevo libre 4 x 100, ganó su primera medalla de oro en el mundial, con un tiempo de 3:13.77, nuevo récord de campeonato. Dos días después, el 26 de julio, Phelps ganó su segundo oro en los 200 m libre con un nuevo récord nacional de 1:45.20, terminado por delante de Grant Hackett. Dos días más tarde, el 28 de julio, Phelps clasificó a la final de los 100 metros libre y 200 m combinado en menos de una hora; fue séptimo en la final de los 100 m libre, y primero de los 200 m combinado, su tercer oro en el campeonato. Al día siguiente, junto a Ryan Lochte, Peter Vanderkaayy Klete Keller ganaron el relevo libre 4 × 200, con un tiempo de 7:06.58, el segundo tiempo más rápido de la historia. El 30 de julio, Phelps nadó su último evento individual, los 100 m mariposa. En la final, Phelps no pudo igualar la velocidad de Ian Crocker y se tuvo que conformar con la medalla de plata y un tiempo de 51'65 contra los 50'40 de Crocker, quien superó su propio récord del mundo. En el último día de competencia, Phelps recibió la medalla de oro del relevo combinado 4 x 100, pese a no nadar la final, fue galardonado por ser parte del equipo en la preliminar.

### Juegos Olímpicos de Pekín 2008

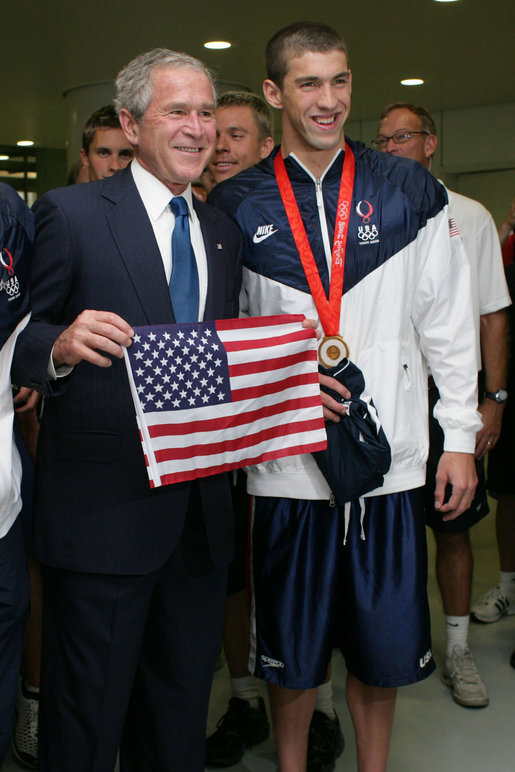
George W. Bush (izquierda) junto a Phelps (derecha) en Pekín 2008

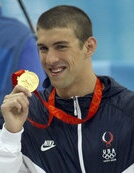
Phelps, con una de las medallas de oro que ganó en Pekín 2008

Phelps logró el reto de obtener 8 medallas de oro en los eventos de natación en los Juegos Olímpicos de Pekín 2008. En total ha conseguido 23 medallas de oro olímpicas (Atenas 2004, Pekín 2008, Londres 2012 y Río 2016), llegando a ser considerado el mejor nadador de la historia. Actualmente tiene 28 medallas entre oro, plata y bronce.
Phelps superó el récord mundial impuesto por Mark Spitz al ganar ocho medallas de oro en los Juegos Olímpicos de Pekín 2008.
Según un estudio de ESIrg (Economics, Sport and Intangibles) de la Universidad de Navarra, Michael Phelps fue el rey mediático de los Juegos Olímpicos de Pekín 2008, por el número de noticias generadas en todo el mundo.
| Evento                                | Oro                                                                                             | Plata                                                                                     | Bronce                                                                               |
| ------------------------------------- | ----------------------------------------------------------------------------------------------- | ----------------------------------------------------------------------------------------- | ------------------------------------------------------------------------------------ |
| 200 m libre 12 de agosto              | Michael Phelps (EE.UU.) 1:42,96 (RM)                                                            | Taehwan Park (COR) 1:44,85                                                                | Peter Vanderkaay (EE.UU.) 1:45,14                                                    |
| 100 m mariposa 16 de agosto           | Michael Phelps (EE.UU.) 50,58 (RO)                                                              | Milorad Čavić (SRB) 50,59                                                                 | Andrew Lauterstein (AUS) 51,12                                                       |
| 200 m mariposa 13 de agosto           | Michael Phelps (EE.UU.) 1:52,03 (RM)                                                            | László Cseh (HUN) 1:52,70                                                                 | Takeshi Matsuda (JPN) 1:52,97                                                        |
| 200 m cuatro estilos 15 de agosto     | Michael Phelps (EE.UU.) 1:54,23 (RM)                                                            | László Cseh (HUN) 1:56,52                                                                 | Ryan Lochte (EE.UU.) 1:56,53                                                         |
| 400 m cuatro estilos 10 de agosto     | Michael Phelps (EE.UU.) 4:03,84 (RM)                                                            | László Cseh (HUN) 4:06,16                                                                 | Ryan Lochte (EE.UU.) 4:08,09                                                         |
| 4 x 100 m libre 11 de agosto          | Estados Unidos (EE.UU.) Cullen Jones Jason Lezak Michael Phelps Garrett Weber-Gale 3:08,24 (RM) | Francia (FRA) Alain Bernard Frederik Bousquet Fabien Gilot Amaury Levaux 3:08,32          | Australia (AUS) Eamon Sullivan Andrew Lauterstein Ashley Callus Matt Targett 3:09,91 |
| 4 × 200 m libre 13 de agosto          | Estados Unidos (EE.UU.) Ricky Berens Ryan Lochte Michael Phelps Peter Vanderkaay 6:58,56 (RM)   | Rusia (RUS) Danila Izotov Evgeni Lagunov Nikita Lobintsev Alexander Sukhorukov 7:03,70    | Australia (AUS) Grant Brits Nick Frost Grant Hackett Patrick Murphy 7:04,98          |
| 4 x 100 m cuatro estilos 17 de agosto | Estados Unidos (EE.UU.) Brendan Hansen Jason Lezak Aaron Peirsol Michael Phelps 3:29,34 (RM)    | Australia (AUS) Andrew Lauterstein Brenton Rickard Hayden Stoeckel Eamon Sullivan 3:30,04 | Japón (JPN) Takuro Fujii Kōsuke Kitajima Junichi Miyashita Hisayoshi Sato 3:31,18    |

### Juegos Olímpicos de Londres 2012
En el primer día de competición compitió en los 400 metros estilos, ganando su serie, pero clasificándose para la final con el peor tiempo y nadando por el carril 8 terminó en el puesto 4.º a cuatro segundos de su compatriota Ryan Lochte, y detrás también del brasileño Thiago Pereira y del japonés Kosuke Hagino.
Su siguiente prueba fue el relevo de 4 x 100 libre en el cual hacía equipo con Cullen Jones, Ryan Lochte y Nathan Adrian teniendo un desempeño bueno, pero en la posta final el francés Yannick Agnel ganó la prueba relegándolos al segundo lugar. Los franceses acabaron con un tiempo de 3:09,93, mientras que los norteamericanos lo hicieron en 3:10,38.
Continuó su participación en los 200 metros mariposa, en las eliminatoria de la mañana terminó tercero en su serie y se clasificó tercero a la semifinal. Ese mismo día en la segunda semifinal ganó la serie y se acomodó en el carril 5 para la final. En la final su mayor contrincante era el sudafricano Chad le Clos que en una espectacular carrera le ganó el oro en el último aliento y se debió conformar con la plata.
El 31 de julio en el relevo 4 × 200 metros libre logró su primer oro en Londres acompañado de Ryan Lochte, Conor Dwyer y Ricky Berens. Con un tiempo de 6:59,70, rompió su mala racha y se colgó el primer oro. El 31 de julio se convierte en el deportista más laureado de la historia de los Juegos Olímpicos al conseguir su 19.ª medalla, superando el anterior récord de 18 medallas olímpicas obtenidas por la soviética Larissa Latynina.
El 1 de agosto llegó el día de la revancha para Michael y la prueba de 200 metros estilos lo subiría al primer escalón del podio. En la clasificación de la mañana terminó segundo en su serie y se clasificó para la semifinal de la tarde. Allí compitió contra su compatriota Ryan Lochte, el cual le ganó y pasó a la final con el mejor tiempo.Con un tiempo de: 1:54,27 se colgó la medalla de oro.
El día 2 de agosto competiría en la prueba de 100 metros mariposa buscando la que sería su tercera medalla de oro en estos Juegos. En una excelente carrera se tomó la revancha ante Chad le Clos y venció con un tiempo de 51,21 la que sería su medalla número 21 en los Juegos Olímpicos.
El 2 de agosto de 2012, consiguió su vigésima medalla olímpica al ganar la prueba de los 200 m estilos convirtiéndose en el primer nadador masculino en ganar la misma prueba en tres olimpiadas diferentes, cosa que repetiria al día siguiente en los 100 m mariposa. El día 4 de agosto de 2012 ganó su medalla vigesimosegunda en unos Juegos Olímpicos anunciándose como leyenda, en la carrera de relevos 4 x 100 estilos ganando la medalla de oro con Estados Unidos y anunciando su retirada de la natación.
Su última medalla de oro en esos Juegos Olímpicos fue en el relevo 4 x 100 metros estilos en el cual su equipo eran: Matt Grevers, Brendan Hansen y Nathan Adrian, y con un tiempo de 3:29,35 se despidió de Londres y se convirtió en el máximo medallista olímpico de la historia con 18 oros, 2 platas y 2 bronces, anunciando su retirada siendo considerado el mejor nadador de la historia.

### Juegos Olímpicos de Río de Janeiro 2016
Si bien había anunciado su retiro para después de Londres 2012, volvió a competir en Río 2016. Obtuvo medalla de oro en la prueba 4 x 100 metros libres. Y posteriormente el 9 de agosto después de haber quedado segundo en la Semifinal 2 y tercero en las Eliminatorias, consiguió la vigésima medalla de oro olímpica al consagrarse en el estilo mariposa para 200 metros con un tiempo de 1:53.36.
Esa misma noche volvió a competir en la prueba de relevos 4 × 200 metros libres, como el último relevo, y obtuvo su tercera medalla de oro en Río.
El 11 de agosto se proclamó vencedor de la prueba de 200 m estilos, consiguiendo su cuarta presea de oro en Río.

## Récords Mundiales
Phelps posee 2 marcas mundiales en relevos:
- Pekín 2008, 4 x 100 m libre (3:08.24) junto a Garrett Weber-Gale, Cullen Jones y Jason Lezak
- Roma 2009, 4 × 200 m libre (6:58.55) junto a Ryan Lochte, Ricky Berens y David Walters

## Premios y reconocimientos
El dominio de Phelps ha llevado a compararle con Mark Spitz, que ganó siete medallas de oro en la Juegos Olímpicos de Múnich 1972, una marca mundial que Phelps alcanzó en el mundial de natación de Melbourne al conseguir siete medallas de oro.
En 2010 es elegido mejor deportista FINA de la década en la disciplina de natación masculina. Además, Phelps ha obtenido los siguientes premios:
- World Swimmer of the Year Award: 2003, 2004, 2006, 2007
- American Swimmer of the Year Award: 2001, 2002, 2003, 2004, 2006, 2007
- Golden Goggle Male Performance of the Year: 2004, 2006, 2007
- Golden Goggle Relay Performance of the Year: 2006, 2007
- Golden Goggle Male Athlete of the Year: 2004, 2007
- Atleta del Año de AP (2008, 2012)
- ESPY Awards 2005-ESPY Best Olympic Performance: 2005
- USOC Athlete of the Year Award: 2004
- USSA Athlete of the Year Award: 2003
- Campeón Mundial de Natación: 2003
- James E. Sullivan Award: 2003
- Teen Choice Awards - Male Athlete: 2005
- Laureus World Sports Sportsman of the Year Award (Nominado): 2004, 2005, 2008
- Miembro Olímpico de USA: 2000, 2004, 2008, 2012, 2016
- Atletas con múltiples medallas olímpicas: 16
- Récord de más medallas olímpicas obtenidas en un evento individual: 8

(Beijing 2008)
- Calle 'The Michael Phelps Way' nombrada en homenaje a Michael Phelps: 2004

## Suits(serie de televisión)
Phelps hizo su aparición en esta serie, interpretándose a sí mismo (capítulo 11, minuto 21:10, tercera temporada). El nadador provocó que Harvey (Gabriel Macht) se enfrentara su espinoso pasado cuando Scottie (Abigail Spencer) intentó que Phelps fuera el primer cliente de su bufete.

## Vida personal
Phelps está casado con Nicole Johnson (Miss California USA). Se casaron el 13 de junio de 2016 en una ceremonia privada y el matrimonio no se hizo público hasta cuatro meses más tarde. Se conocieron en 2007 en los ESPYs, rompieron en 2012, se reconciliaron, y se comprometieron en 2015. Tienen cuatro hijos, Boomer Robert Phelps, nacido el 5 de mayo de 2016, Beckett Richard Phelps, nacido el 12 de febrero de 2018, y Maverick Nicolas Phelps, nacido el 9 de septiembre de 2019. Su cuarto hijo, Nico Michael Phelps, nació el 16 de enero de 2024. 
Phelps trabaja como voluntario junto a Bowman como entrenador asistente del equipo de natación Arizona State Sun Devils.
En noviembre de 2004, a la edad de 19 años, Phelps fue arrestado por conducir bajo la influencia del alcohol en Salisbury, Maryland. Se declaró culpable, y se le sentenció a servir 18 meses de libertad condicional, a pagar una multa de 250 dólares, y a dar charlas a jóvenes de colegios de secundaria sobre la conducción y la bebida. Después del incidente, el periodista Matt Lauer entrevistó a Phelps en el programa “Today Show”. Michael dijo que había sido un incidente aislado, y que había supuesto una gran decepción para él, su familia, y para muchos estadounidenses.
En los años 2004 y 2008, Phelps asistió a la Universidad de Míchigan, en Ann Arbor, Míchigan, estudiando “Deportes, publicidad, y administración”. En mayo de 2008 anunció su intención de volver a Baltimore después de los Juegos Olímpicos de Pekín 2008, junto a su entrenador Bob Bowman, quien también abandonó la Universidad de Míchigan, para ser el director del North Baltimore Aquatic Club. Phelps compró una casa en el barrio de Fells Point en Maryland, donde ha residido desde los Juegos Olímpicos de Pekín 2008.
Se estima que Phelps ha obtenido unas ganancias de 5 millones de dólares al año por la promoción de productos, incluyendo 1 millón de dólares por ser la imagen de Mazda en China.

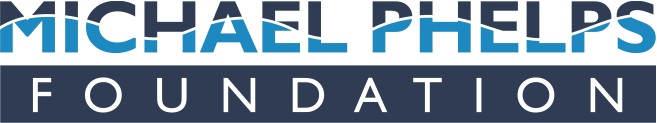
Logo de la Fundación Michael Phelps

Después de recibir un bonus de un millón de dólares de parte de la marca de bañadores Speedo, por ganar 8 medallas de oro en los Juegos Olímpicos de Pekín 2008, Phelps utilizó este dinero para crear la Michael Phelps Foundation (Fundación Michael Phelps), que consiste en una fundación de beneficencia para promover la seguridad en el agua, y la natación entre los niños. Posteriormente, Speedo, donó 200 000 dólares adicionales para la fundación.
El día 10 de diciembre de 2008, la revista norteamericana “TV Guide” seleccionó a Phelps como una de las diez personas más fascinantes de Estados Unidos de América
A comienzos de 2009, Phelps admitió haber mostrado un comportamiento lamentable, tras la publicación de una foto por la gaceta News of the World en la que aparecía utilizando un bong (pipa de agua), aparato utilizado para fumar marihuana.
El 16 de febrero, en una investigación posterior, el departamento del Sheriff del Condado de Richland anunció que Phelps no sería procesado, ya que no había suficientes pruebas. A raíz de ese incidente la Federación Estadounidense de Natación (USA Swimming), suspendió a Phelps de la natación de competición por un período de tres meses, y Kellogg’s anunció que no renovaría su contrato publicitario con el nadador.
El día 9 de abril de 2009, Phelps fue invitado a comparecer ante la Cámara de Delegados de Maryland y el Senado de Maryland, para ser condecorado por sus logros olímpicos. Recibió muchas ovaciones por parte de los legisladores en ambas cámaras.
Phelps es cofundador del programa “Swim with the Stars”, con Ian Crocker y Lenny Krayzelburg. Este programa se encarga de promover la natación y dirige campamentos de natación para personas de todas las edades.
Phelps fue invitado a asistir a los XXI Juegos Olímpicos de Invierno que se celebraron en la ciudad canadiense de Vancouver.
En octubre de 2014, Phelps fue sancionado por la federación de su país con seis meses de suspensión y no participar en los Mundiales de 2015, una semana después de haber sido detenido en Baltimore (Maryland) por conducir bajo los efectos del alcohol. La sanción venció el 6 de abril de 2015, pero la federación estadounidense (USA Swimming) decidió también que el nadador no compitiera en los Campeonatos del Mundo que se disputaron en la ciudad rusa de Kazán del 2 al 9 de agosto de 2015. En este caso Phelps fue sancionado por haber infringido el Código de Conducta de la federación, por lo que fue apartado seis meses de la competición y no pudo ser seleccionado hasta el 6 de abril de 2015.
Asimismo, Phelps y la 'USA Swimming' han acordado que el nadador no podrá representar a Estados Unidos en los Mundiales de Kazán. Además dejará de percibir durante esos seis meses el estipendio mensual que recibe la federación. USA Swimming explica que "ser miembro de ésta, y particularmente del equipo nacional, acarrea la obligación de adherirse a su Código de Conducta". "En el caso de una infracción, es nuestra responsabilidad tomar las acciones oportunas, y la conducta de Michael fue grave y requiere unas consecuencias", agrega la federación estadounidense en su página web. 
Michael Phelps, fue detenido por conducir bajo los efectos del alcohol el 29 de septiembre por la noche en Baltimore. De acuerdo con las autoridades, el coche de Phelps, de 29 años, circulaba a 135 kilómetros por hora en una zona en la que la velocidad estaba limitada a 70. Phelps se encontraba atravesando un túnel de la ciudad de Baltimore, donde reside.
El comunicado policial detalló que cuando el Land Rover del campeón olímpico fue detenido, el conductor "parecía estar bajo los efectos del alcohol". "Fue incapaz de realizar correctamente una serie de pruebas básicas de sobriedad", señalaron las fuentes policiales.